# Liste des officiers de l'ordre du Saint-Esprit
Pour un article plus général, voir Ordre du Saint-Esprit.

## Chanceliers - Gardes des Sceaux
- 1578-1599 : Philippe Hurault de Cheverny
- 1599-1606 : Charles de Bourbon, archevêque de Rouen
- 1606-1611 : Guillaume de L'Aubespine, baron de Châteauneuf
- 1611-1633, puis en 1645 : Charles de L'Aubespine, marquis de Châteauneuf, garde des sceaux de France
- 1633-1636 : Claude de Bullion, garde des sceaux des ordres du roi
- 1636-1640 : Nicolas Le Jay, baron de Tilly, de la Maison Rouge et de Saint-Fargeau
- 1641-1645 : Pierre Séguier, chancelier de France
  - 1645-1650 : Louis Barbier de La Rivière, évêque-duc de Langres
- 1650-1654 : Louis Barbier de la Rivière, évêque-duc de Langres
  - 1650-1654 : Abel Servien, garde des sceaux des ordres du roi
- 1654-1656 : Abel Servien, garde des sceaux des ordres du roi
  - 1656 : Basile Fouquet, abbé de Barbeaux et de Rigny
- 1656-1659 : Basile Fouquet
  - 1656-1661 : Henri de Guénégaud, seigneur du Plessis
- 1659-1661 : Louis Fouquet, évêque-comte d'Agde
- 1661-1671 : Hardouin de Perefixe de Beaumont, archevêque de Paris,
- 1671-1691 : François Michel Le Tellier, marquis de Louvois, secrétaire d'État à la Guerre
- 1691 : Louis Boucherat, comte de Compans, chancelier de France
- 1691-1701 : Louis François Le Tellier, marquis de Barbezieux, secrétaire d'État à la Guerre
- 1701-1716 : Jean Baptiste Colbert, marquis de Torcy et de Sablé
- 1716-1756 : Henri Charles Arnauld de Pomponne, abbé de Saint-Médard de Soissons
- 1756-1770 : Louis Phélypeaux, comte de Saint-Florentin, puis duc de La Vrillière, secrétaire d'État à la Maison du roi et aux Affaires étrangères
- 1770 : René Nicolas de Maupeou, chancelier de France
- 1770-1787 : Georges-Louis Phélypeaux d'Herbault, archevêque de Bourges,
- 1787-1789 : Chrétien François de Lamoignon, marquis de Basville, Garde des sceaux de France
- 1789 : Charles Louis François de Paule de Barentin, garde des sceaux de France
- 1789-1790 : Aymar Charles Marie de Nicolaï, marquis de Goussainville.
- 1814 : Charles Henri Dambray, chancelier de France, chancelier garde des sceaux et surintendant des finances de l'Ordre.
- 1814 : Charles Louis François de Paule de Barentin, ancien garde des sceaux de France, chancelier honoraire des Ordres de Saint-Michel, du Saint-Esprit et de Saint-Louis.

## Grands-Trésoriers
- 1578-1588 : Nicolas IV de Neufville, marquis de Villeroy, Seigneur d'Alincourt et de Magny, Baron de Bury,
- 1589-1607 : Martin Ruzé, Chevalier, Seigneur de Beaulieu, de Longjumeau, de Chilly,
- 1607-1621 : Pierre Brûlart, Chevalier, Marquis de Sillery, Vicomte de Puisieux,
- 1621-1633 : Thomas Morant, baron du Mesnil-Garnier, conseiller d'État,
- 1633-1651 : Claude Bouthillier, Chevalier, Seigneur de Pont-sur-Seine et de Fossigny, Surintendant des Finances,
- 1651-1652 : Léon Bouthillier, Chevalier, Comte de Chavigny et de Buzançais,
- 1652-1654 : Michel Le Tellier, Chevalier, Seigneur de Chaville,
- 1654-1665 : Jérôme de Nouveau, Chevalier, Baron de Linières, Seigneur de Fromont, surintendant général des Postes et Relais de France,
- 1665-1675 : Jean-Baptiste Colbert, Chevalier, Marquis de Seignelay, Seigneur de Sceaux, de Châteauneuf-sur-Cher, de Linières, de Beaumont,
- 1675-1690 : Jean-Baptiste Colbert, Chevalier, Marquis de Seignelay et de Châteauneuf-sur-Cher, Baron de Linières,
- 1690-1696 : Charles Colbert, Chevalier, Marquis de Croissy,
- 1697-1701 : Jean-Baptiste Colbert, marquis de Torcy et de Sablé,
- 1701-1706 : Gilbert Colbert, Chevalier, Seigneur de Saint-Pouanges et de Chabanais,
- 1706-1713 : Michel Chamillart, Chevalier, Marquis de Cany, Seigneur de Courcelles,
- 1713 : Nicolas des Marets, Marquis de Maillebois, de Blévy et du Rouvray, Baron de Châteauneuf-en-Thimerais, Comte de Bourbonne, Seigneur de Couvron, de Neuville, du Coudray,
- 1713-1715 : Louis Chauvelin, seigneur de Crisenoy, maître des requêtes, avocat général au Parlement de Paris (1709),
- 1715 : Gaston Jean Baptiste Terrat, marquis de Chantôme et de Traverst, chancelier garde des sceaux du duc d'Orléans,
- 1715-1724 : Antoine Crozat, Marquis du Chastel, Seigneur de Mouy et de Vandeuil,
- 1724-1728 : Joseph Jean Baptiste Fleuriau, Seigneur d'Armenonville,
- 1724-1736 : Charles Gaspard Dodun, Marquis d'Herbault,
- 1736 : Henri François d'Aguesseau, Chancelier de France,
- 1736-1743 : Jean Frédéric Phélypeaux de Pontchartrain, Comte de Maurepas,
- 1743-1747 : Philibert Orry, Comte de Vignory, Seigneur de La Chapelle-Godefroy,
- 1747-1754 : Jean Baptiste Machault, seigneur d'Arnouville, de Garges et de Gonesse, Garde des Sceaux de France,
- 1754-1758 : Antoine Louis Rouillé, Comte de Jouy,
- 1758 : Antoine René Le Voyer de Paulmy, marquis d'Argenson,
- 1758-1762 : Jean de Boullongne,
- 1762-1781 : Henri Léonard Jean Baptiste Bertin, Comte de Bourdeille, Seigneur du Mas, de Badefol, de la Foucanderie et de Branville, Premier Baron du Périgord,
- 1781 : Armand Thomas Hue, marquis de Miromesnil, Garde des Sceaux de France,
- 1781-1784 : Charles Gravier, comte de Vergennes et de Toulougeon, Baron d'Uchon et de Saint-Eugène, seigneur de Bourdeaux,
- 1784-1787 : Charles Alexandre de Calonne,
- 1787-1790 : Louis Le Pelletier, seigneur de Mortefontaine.
- 1814-1828 : Raymond, comte de Seze
- 1828-1830 : Gérard, marquis de Lally-Tollendal
- 1830-1830 : Étienne-Romain de Sèze

## Greffiers
- 1578-1608 : Claude de L'Aubespine, seigneur de Verderonne,
- 1608-1621 : Antoine Potier, chevalier, Seigneur de Sceaux,
- 1621-1637 : Charles Duret, seigneur de Chevry,
- 1637-1643 : Claude de Mesmes, Comte d'Avaux,
- 1643-1656 : Noël de Bullion, chevalier, seigneur de Bonnelles, marquis de Galardon, président à mortier au Parlement de Paris,
- 1656-1657 : Nicolas Potier, chevalier, seigneur de Novion, Président à Mortier au Parlement de Paris,
- 1657-1671 : Nicolas Jeannin de Castille, marquis de Montjeu,
- 1671-1700 : Balthazar Phélypeaux, Chevalier, seigneur de La Vrillière, marquis de Châteauneuf et de Tanlay-sur-Loire, Comte de Saint-Florentin,
- 1700 : Louis II Phélypeaux, comte de Pontchartrain, chancelier de France,
- 1700-1713 : Daniel François Voysin, seigneur de La Noraye et du Mesnil-Bourré, chancelier et Garde des Sceaux de France,
- 1713-1716 : Chrétien II de Lamoignon, marquis de Basville, président à mortier au Parlement de Paris,
- 1716 : François Michel de Verthamon, marquis de Bréau,
- 1716 : Claude Lebas de Montargis, marquis du Boucher-Valgrand, seigneur de Vanvres,
- 1716-1724 : André Potier, seigneur de Novion, marquis de Grignon, premier président au parlement de Paris,
- 1724-1736 : Jean Frédéric Phélypeaux de Pontchartrain, comte de Maurepas,
- 1736 : Germain Louis Chauvelin, marquis de Grosbois, garde des sceaux de France,
- 1736-1756 : Louis Phélypeaux, comte de Saint-Florentin, puis duc de La Vrillière,
- 1756-1770 : Abel François Poisson, marquis de Vendières, de Marigny, (frère de la Pompadour)
- 1770 : Étienne François, marquis d'Aligre, comte de Marans, premier président au parlement de Paris,
- 1770-1774 : Joseph Marie Terray, abbé de Molesmes,
- 1774 : Jean-François Joly de Fleury,
- 1774-1781 : Charles Gravier, comte de Vergennes et de Toulougeon, baron d'Uchon et de Saint-Eugène, seigneur de Bourdeaux,
- 1781-1790 : Antoine Jean Amelot, seigneur de Chaillou.

## Prévôts maîtres des cérémonies
1. Guillaume Pot de Rhodes (1578-1603)
2. Guillaume II Pot de Rhodes (reçu du vivant de son père en 1597)
3. François Pot de Rhodes (pourvu en 1612, mais n'exerce qu'à la mort de son frère en 1616, et vendit cette charge en 1619)
4. Henri-Auguste de Loménie (1619-1621, démission)
5. Charles de Loménie, seigneur de La Faye (162-1627, démission)
6. Michel de Beauclerc, baron de Rougemont (1627-1643)
7. Louis Ier Phélypeaux, seigneur de La Vrillière, marquis de Châteauneuf (1643-1653)
8. Hugues de Lionne (1653-1657)
9. Henri Rogier, marquis de Kerveno (1657-1661)
10. Macé Bertrand de la Bazinière (1661-1671)
11. Jean-Jacques de Mesmes, comte d'Avaux (1671-1684)
12. Antoine de Mesmes (1640-1709), comte d'Avaux (1684-1703)
13. Jean-Antoine de Mesmes, comte d'Avaux (1703-1709)
14. Jérôme Phélypeaux, chevalier, comte de Pontchartrain, seigneur de Melleran (1709-1715)
15. Nicolas Le Camus (1688-1767) (1715-1720)
16. Félix Le Pelletier de la Houssaye (1720-1721)
17. François Victor Le Tonnelier de Breteuil (1721-1743)
18. Jean-Jacques Amelot de Chaillou (1743-1749)
19. Michel de Dreux-Brézé (1749-1754)
20. François Dominique Barberie, marquis de Saint-Contest et de La Châteigneraie (1754)
21. Armand Jérôme Bignon, seigneur d'Isebelle et d'Hardricourt (1754-1772)
22. Jean Paulin d'Aguesseau, seigneur de Fresne (1772-1783)
23. Henri Cardin Jean-Baptiste d'Aguesseau, marquis de Fresne (1783-1790)
24. Emmanuel Dambray (1822).

## Officiers non commandeurs
- Généalogiste
  - Bernard de Girard, seigneur du Haillan, historiographe de France, fut pourvu de la charge de généalogiste des Ordres du Roi par lettres du 9 janvier 1595.
  - Pierre Forget, seigneur de la Picardière, maître d'hôtel du Roi, généalogiste des Ordres le 11 juillet 1607.
  - Gabriel Cottignon, seigneur de Chauvry, secrétaire du Roi, généalogiste des Ordres le 4 octobre 1610.
  - Nicolas Cottignon, seigneur de Chauvry, premier, président de la Cour des Monnaies, pourvu de la charge de généalogiste des Ordres en survivance de son père, lui succéda le 29 septembre 1621.
  - Jean Antoine Cottignon, seigneur de Chauvry, fils du précédent, lui succéda le 15 septembre 1677.
  - Pierre Clairambault fut pourvu de la charge de généalogiste des Ordres du Roi le 26 août 1698.
  - Nicolas-Pascal Clairambault, généalogiste des Ordres en survivance de Pierre Clairambault, son oncle, lui succéda le, 31 mars 1716.
  - Jean-Nicolas Beaujon, avocat général à la Cour des Aides de Bordeaux, fut pourvu de la charge de généalogiste des Ordres du Roi le 17 avril 1758.
  - Bernard Chérin, écuyer, généalogiste et historiographe des Ordres du Roi par brevet en date du 3 février 1772.

À la mort de Chérin, en 1785, Edme-Joseph Berthier fut nommé par le Roi commissaire pour exercer par intérim la charge de généalogiste des Ordres.
- - 1785-1790 : Louis Nicolas Hyacinthe Chérin, conseiller à la Cour des Aides, fils de Bernard Chérin, généalogiste des Ordres en 1787, mourut sur le champ de bataille, en 1799, général de division dans l'armée commandée par Masséna.

- Historiographe
  - 1758-1776 Germain-François Poullain de Saint-Foix
  - 1770-1785 Bernard Chérin
  - 1785-1786 Louis Nicolas Hyacinthe Chérin
  - 1786-1790 Adrien-Michel-Hyacinte Blain de Sainmore
- Garde des archives et secrétaire du greffe
  - Adrien-Michel-Hyacinte Blain de Sainmore

- Héraults rois d'armes des ordres du Roi

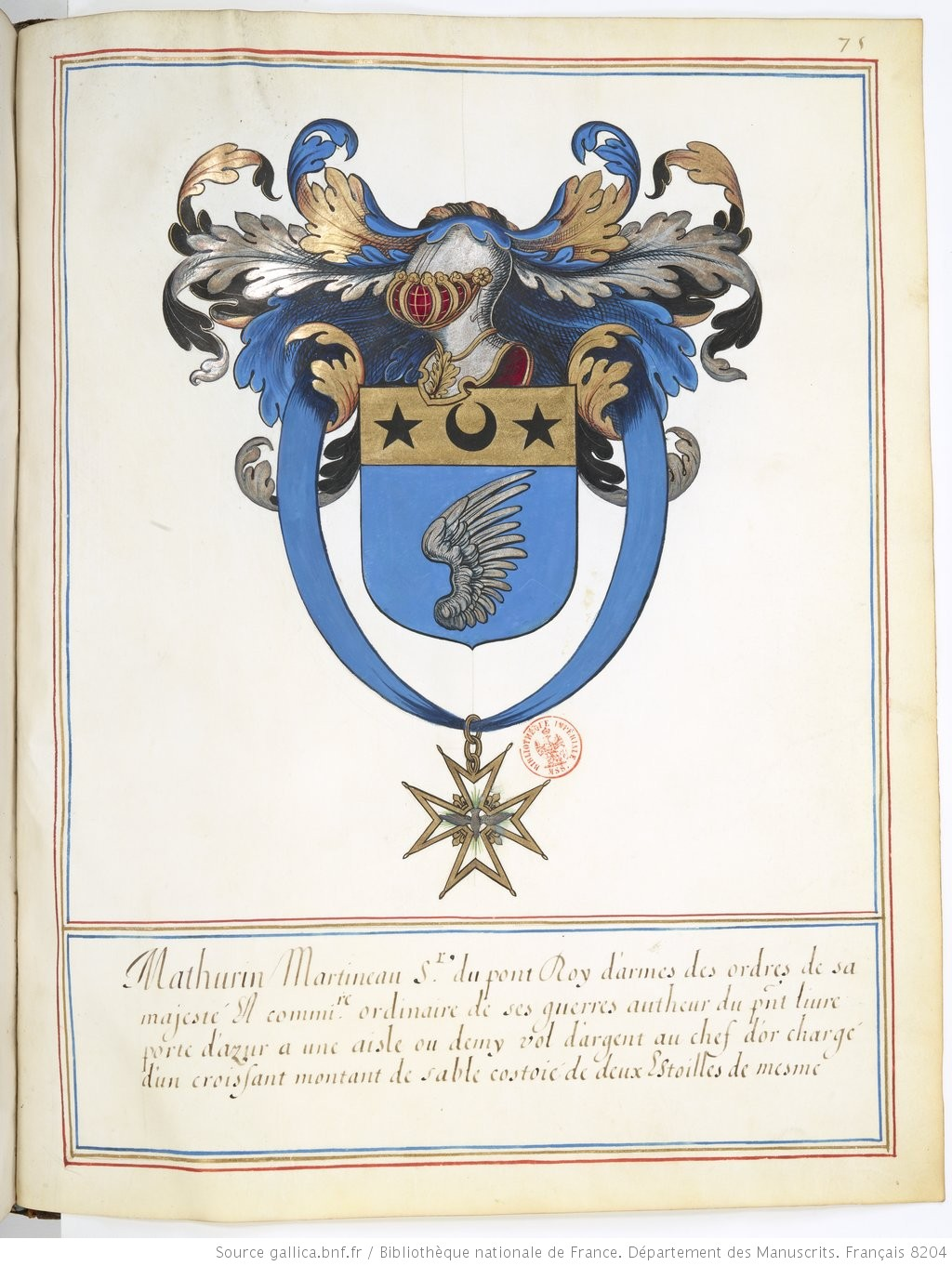
Armes de Mathurin Martineau, sieur du Pont, roi d'armes

- - 1578 : Mathurin Morin, sieur de la Planchette en Brie, secrétaire du Roi, hérault roi d'armes de l'Ordre de Saint-Michel, fut nommé hérault roi d'armes de l'Ordre du Saint-Esprit, lors de l'institution de l'Ordre en 1578.
  - Jean du Gué, valet de chambre du Roi, hérault roi d'armes des Ordres du Roi, le 26 février 1586.
  - François du Gué, neveu du précédent (1611) ;
  - Mathurin Martineau, sieur du Pont, hérault roi d'armes des Ordres du Roi, le 13 juillet 1613.
  - Bernard Martineau, sieur du Pont, pourvu de la survivance de son père, lui succéda en 1636.
  - Antoine Bernard Martineau, fils du précédent; 25 juin 1682.
  - Louis de Beausse, nommé hérault roi d'armes des Ordres du Roi, le 3 mai 1693.
  - Jean Hallé, payeur des gages du Parlement, hérault roi d'armes des Ordres le 16 janvier 1716.
  - Étienne-Christophe Gueffier, succéda au précédent comme hérault roi d'armes des Ordres le 1er juin 1732.
  - Antoine Chendret, sieur du Bouchoir; 20 août 1734.
  - Charles-Michel Beaudet de Morlet, huissier de la Chambre du Roi, neveu d'Antoine Chendret et pourvu de sa survivance, lui succéda le 20 août 1758.
  - Pierre-François Chendret du Bouchoir, secrétaire du Roi et maréchal de ses logis, hérault roi d'armes des Ordres le 16 octobre 1760.
  - Benjamin Chendret de Vérigny, hérault roi d'armes des Ordres le 3 juin 1770.
  - Jean-Antoine du Tillet de Villars, hérault roi d'armes des Ordres le 18 février 1781, reprit ses fonctions en 1816.
  - Le chevalier des Maisons; 1819.
  - Jules des Maisons, fils du précédent; 1827.

- Huissiers des ordres du Roi
  - Philippe de Nambu, huissier de la chambre du Roi et de l'Ordre de Saint-Michel, fut nommé huissier de l'Ordre du Saint-Esprit, lors de l'institution de l'Ordre en 1578.
  - Mathurin Lambert pourvu de la charge d'huissier des Ordres du Roi, par brevet du 22 mai 1608.
  - Pierre de Hanique, dit Boisjamin, baron de Cheny et du Pré, gendre du précédent, lui succéda en 1611.
  - Paul Aubin sieur de Bourneuf; 1625.
  - Roger de Buade, sieur de Cussy, présenté par la veuve de Paul Aubin, nommé en 1649.
  - Jean Aubin, fils de Paul Aubin; 1655.
  - Vincent le Bret de Flacourt, conseiller au Parlement, huissier des Ordres le 25 juillet 1656.
  - Jean des Prez; 24 avril 1658.
  - Jean-Valentin d'Eguillon, sieur de Bénévent; 28 janvier 1684.
  - Adrien Morel, sieur de Valbrun; 26 mai 1706.
  - Alexandre Chevard, chevalier de Saint-Louis, huissier des Ordres du Roi le 5 juin 1714.
  - Jean-Charles Lugnet de Perseville, chevalier de Saint-Louis, huissier des Ordres le 8 août 1740.
  - Alexandre-Charles Caterbi, ancien huissier de la chambre du Roi, huissier des Ordres en décembre 1768.
  - N. Caminade de Castres, ancien maître des requêtes du comte d'Artois, huissier des Ordres le 16 février 1786, reprit ses fonctions en 1814.
  - Tiollier fils; 1816.